# 世良静一
世良 静一（せら せいいち、1877年（明治10年）7月6日 - 1950年（昭和25年）2月19日）は、日本の衆議院議員。検事。弁護士。

## 経歴
広島県比婆郡本村（現在の庄原市）出身。1904年（明治37年）、東京帝国大学法科大学独法科を卒業。司法官試補として浦和地方裁判所に勤務した。翌年3月、陸軍理事試補に転じ、7月に同理事・留守第1師団法官部員となり、9月に退官した。その後は弁護士を開業した。
1908年（明治41年）、第10回衆議院議員総選挙に出馬し、当選を果たした。
1917年（大正6年）からは検事となり、宇都宮地方裁判所検事、新潟地方裁判所検事、静岡区裁判所検事、山田区裁判所検事を歴任した。